# Hogeweg (Amsterdam)

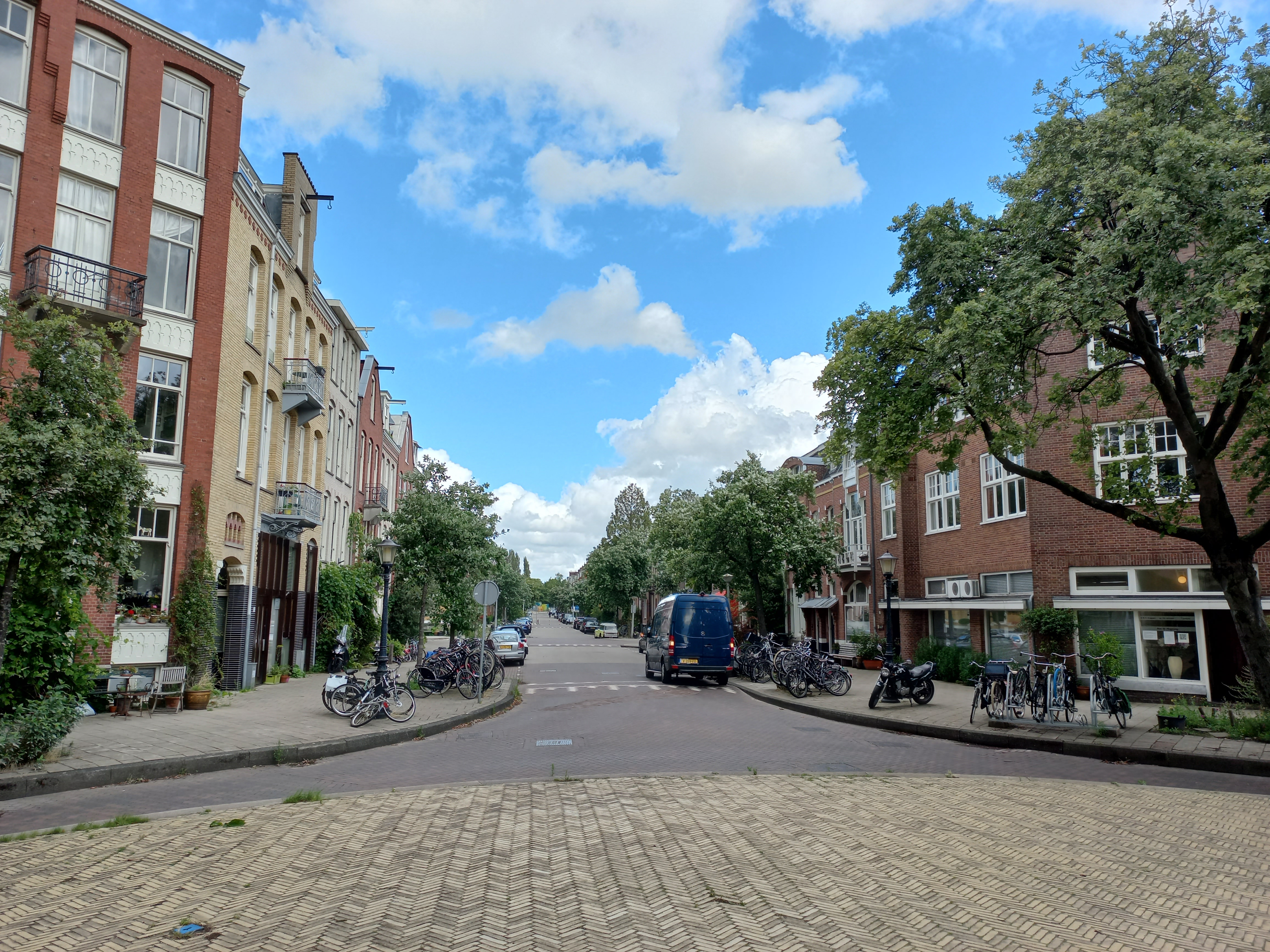
Hogeweg vanaf fontein richting oosten (augustus 2023)

De Hogeweg is een straat in Amsterdam-Oost.

## Geschiedenis
De straat kreeg haar naam rond 1900 toen dit gebied nog bestuurd werd door de gemeente Watergraafsmeer. Deze Hogeweg, Hoogeweg, Hoogenweg kreeg haar naam vanwege haar hoge ligging in de polder, aan de noordrand tegen de Ringvaart Watergraafsmeer aan. Hier werd rond de eeuwwisseling gebouwd aan een woonwijk onder de naam Linnaeuspark (Linnaeus-Park), die naam is nog terug te vinden in de Linnaeusparkweg die het gebied doorkruist. Er werd jaren gebouwd aan de Hogeweg, tot aan de jaren twintig aan toe. Grootscheepse bebouwing vond hier plaats toen de Gemeente Amsterdam de gemeente Watergraafsmeer in 1921 annexeerde. Watergraafsmeer bouwde hier omdat het goedkoper kon dan in Amsterdam aan de overzijde van de ringvaart, de gemeentelijke belasting er lager was en er (dus) luxere woningen gebouwd konden worden ten opzichte van de stadsbebouwing van Amsterdam-Oost. De gemeente maakte daarentegen ook gebruik van de voorzieingen van de grote stad waar de Gooische Stoomtram verbinding mee gaf. Aan de andere kant moest water hier nog per schip uit Zaandam aangevoerd worden; het Amsterdamse Waterleidingbedrijf had wel een aftappunt op de Middenweg, maar dat was onvoldoende. De Telegraaf vergeleek het vanwege de luxe uitstraling met de Concertgebouwbuurt. Dezelfde krant zag toen ook al in dat deze wijk tot Watergraafsmeer zou behoren, totdat zij opgeslokt zou worden door Amsterdam.

## Gebouwen
Kijkend op de gevelwand lijkt het erop dat hier huis voor huis werd gebouwd, bijna alle gebouwen hebben een andere gevel, soms in de stijl van de art nouveau, een bouwstijl die in de jaren nul gangbaar was. Echter hier was een projectontwikkelaar bezig:  "Bouwgrondmaatschappij Linnaeus-Park" (gevestigd aan het mooiste pleintje); zii had een tijd lang een vaste aannemer die voor hun bouwde (Van der Eyck en De Waal). Hoewel dus van luxe uitstraling kent de straat geen enkel gemeentelijk of rijksmonument; wel is er een aantal dat in “orde 2” (behouden waard) is ingedeeld.

### Hogeweg 45-59
Een opvallend blok is een aantal woningen genummerd 45 tot en met 59. Zij zijn ontworpen door de bouwondernemer Hendrik Frederik Huij, die in de buurt woonde. Hij varieerde met woningtypes, waardoor een afwisseling in kleurbeeld ontstond. Zo is het gebouw 45-47 opgetrokken in grijze, gele en roze bakstenen in combinatie met dieprode toegangsdeuren en vensters. Franse balkonnetjes kregen sierlijke balustraden. De gevel wordt afgesloten met torentjes. Buurpand 51 is geheel geel met hier en daar grijs natuursteen; het heeft een puntdak.    

### Hogeweg 61-63
Een relatief groot bouwvolume wordt in beslag genomen door wat in oorsprong een Christelijke MULO was. Het gebouw werd onder architectuur ontworpen door Huibertus Bonda. Het gebouw werd aanbesteed in 1919, maar pas op 7 januari 1921 werd er begonnen met de daadwerkelijke bouw. In 1921, bij de opening van leergang 1921/1922, werd het omschreven als een sober geheel; men hield het eenvoudig om het onderricht te benadrukken. De school met den bijbel werd zonder rijkssteun gebouwd en dat in een periode (1919-1921) dat de gemeente Watergraafsmeer maar weinig financiële middelen had.   Het gebouw was bij die opening nog niet geheel klaar. Er werd in genoemd jaar onderdak geboden aan 270 kinderen te verdelen over negen klassen. Aparte vermelding gold voor het natuurkundelokaal, gebouwd in de vorm van een amfitheater.  Ook in de 21e eeuw is er een school in het gebouw gevestigd: Oecumenische Basisschool Frankendael.(gegevens januari 2024).

## Kunst
Er is slechts één uiting van Kunst in de openbare ruimte in de Hogeweg. Het is de fontein Hogeweg een schepping uit 2007 ter nagedachtenis van een eerdere fontein/lantaarn hier. Verder zijn er nog enkele tegeltableaus in portieken te vinden en sierlijk glas-in-lood. 

## Afbeeldingen

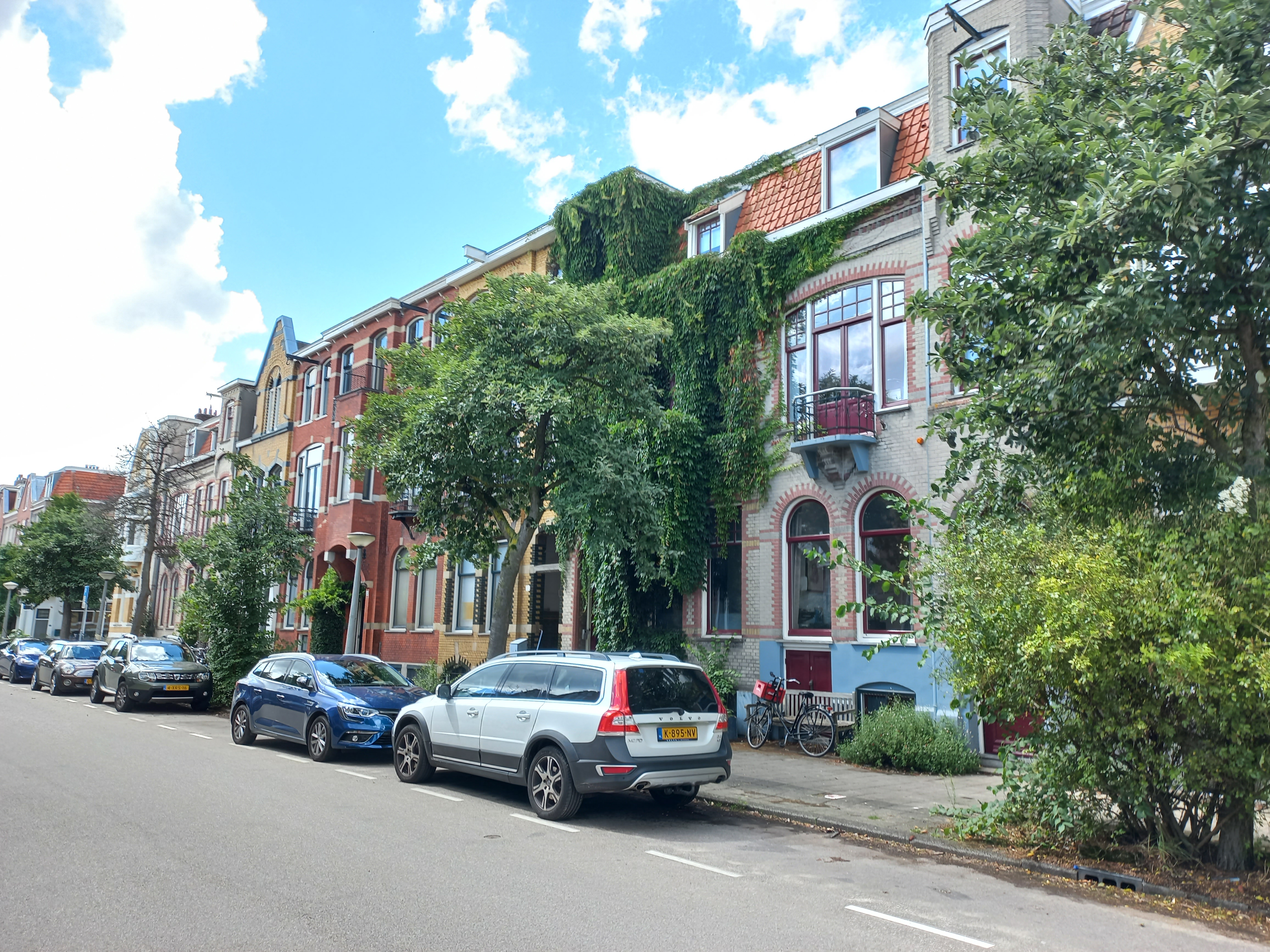
Hogeweg 45-59 (augustus 2023)
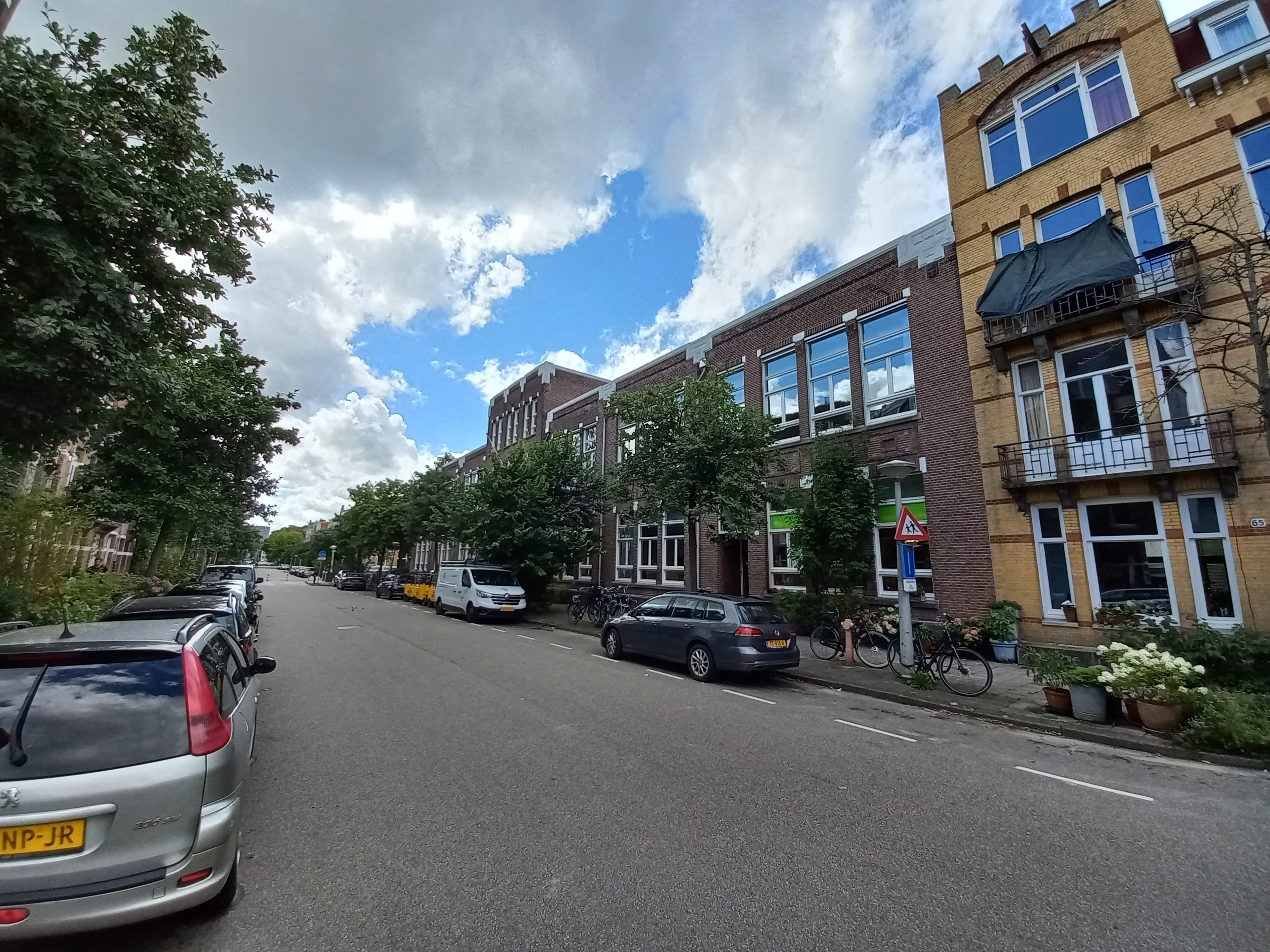
Hogeweg 61-65; het donkere gebouw is de school (augustus 2023)
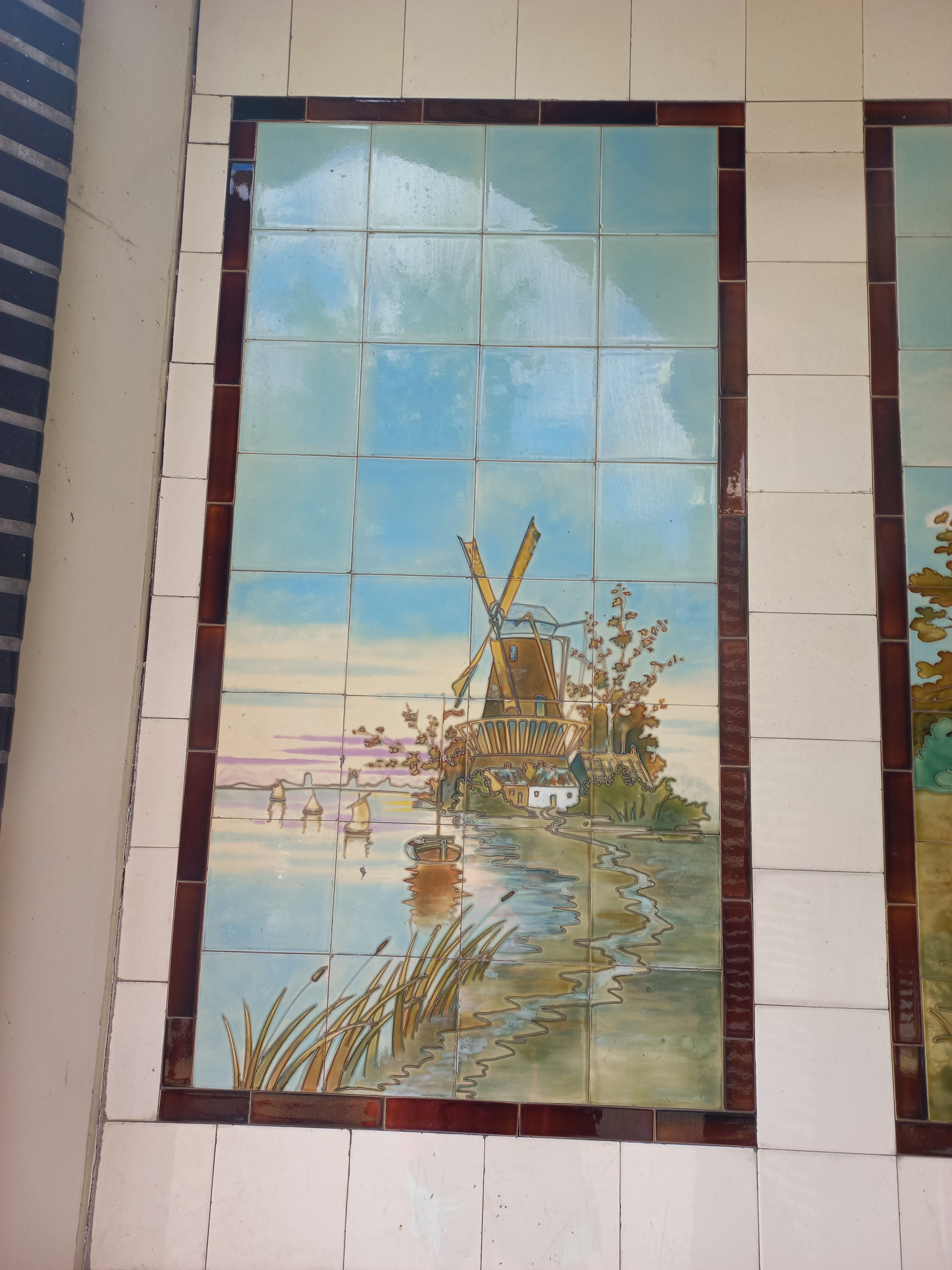
Tegelwerk nr 33 (augustus 2023)
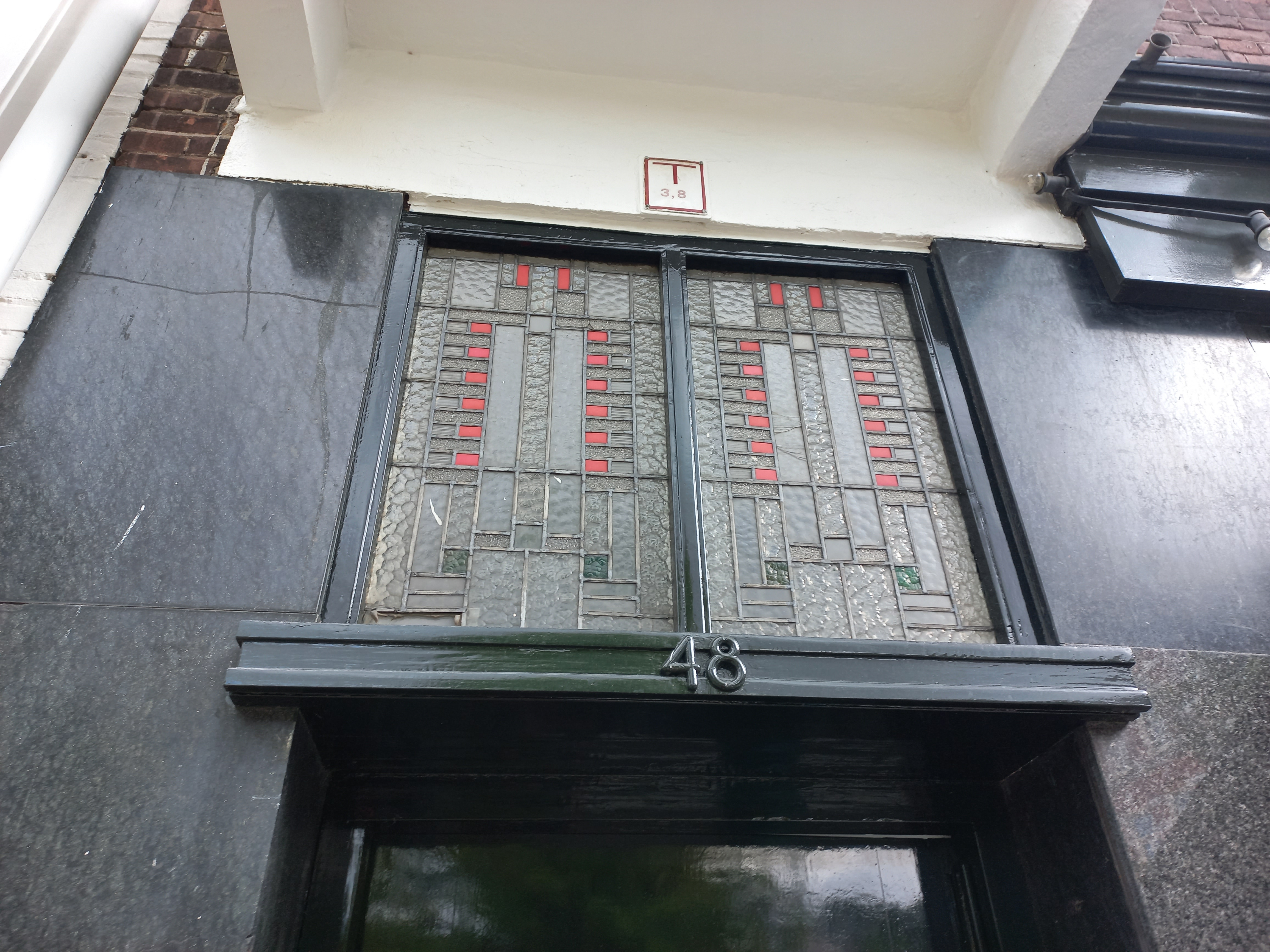
Glas-in-lood nr 48 (augustus 2023)